# Айкаул Вакуф
Айкау́л Ваку́ф (укр. Айкаул Вакуф, крымскотат. Ay Qavul Vaqıf, Ай Къавул Вакъыф) — исчезнувшее село в Первомайском районе Республики Крым, располагавшееся в центре района, в степной части Крыма, примерно в 5 км юго-западнее современного села Сары-Баш.

## История
Впервые в исторических документах селение, как Айкаулу, встречается на 10-ти верстовке Крыма Крымского Центрального Статистического Управления 1924 года. Согласно Списку населённых пунктов Крымской АССР по Всесоюзной переписи 17 декабря 1926 года, в селе Айкаул (вакуф), Айкаульского сельсовета Евпаторийского района, числилось 32 двора, все крестьянские, население составляло 149 человек, все татары, действовала татарская школа. Постановлением КрымЦИКа от 15 сентября 1930 года был создан Фрайдорфский еврейский национальный район (переименованный указом Президиума Верховного Совета РСФСР № 621/6 от 14 декабря 1944 года в Новосёловский) (по другим данным 15 сентября 1931 года) и Айкаул Вакуф включили в его состав. По данным всесоюзная перепись населения 1939 года в селе Айкаул Вакуф проживало 192 человека. В последний раз село, как просто Айкаул, встречается на двухкилометровке РККА 1942 года.